# Driv3r
Driver 3 (stilizzato come DRIV3R ) è un gioco di azione e avventura del 2004, il terzo capitolo della serie Driver. È stato sviluppato da Reflections Interactive, pubblicato da Atari e pubblicato su PlayStation 2, Xbox e telefoni cellulari nel giugno 2004, su Microsoft Windows nel marzo 2005 e per Game Boy Advance nell'ottobre 2005. La storia del gioco si concentra sui giocatori che assumono il ruolo di John Tanner, un agente dell'FBI sotto copertura, mentre indaga su un giro di contrabbando di auto in tre paesi, al fine di identificare e arrestare il suo capo e scoprire chi hanno intenzione di vendere un nascondiglio di auto rubate. Il gioco si è espanso sui suoi predecessori con sezioni a piedi, combattimenti con armi da fuoco e sparatorie drive-by, con ricreazioni virtuali di tre grandi città - Miami, Nizza e Istanbul - modalità di gioco free-roam e un miglioramento della modalità regista.
Sono state pianificate ulteriori port per Nintendo GameCube e N-Gage, ma in seguito sono state annullate. Il gioco ha ricevuto recensioni contrastanti all'uscita, a eccezione dell'edizione per PC che ha ricevuto riscontri negativi dalla critica. Il gioco è stato seguito da Driver: Parallel Lines (2006), prima di essere seguito da un sequel diretto, Driver: San Francisco, nel 2011.

## Trama
Gli Agenti sotto copertura dell'FBI agenti John Tanner e Tobias Jones vengono inviati a Miami per indagare l'intesa "South Beach" guidato da Calita Martinez, ei suoi collaboratori Lomaz e Bad mano. Quando gli agenti notano la recente acquisizione di auto rubate da parte del cartello, sospettano che stiano lavorando per qualcun altro per evadere un ordine importante. Per determinare dove avverrà l'affare per le auto, Tanner si finge un timoniere e si infiltra nel cartello recuperando un'auto da una banda rivale. Dopo aver impressionato Calita e aver guadagnato la sua fiducia con una serie di compiti, Tanner viene incaricato di assassinare "The Gator" per aver tradito il cartello.
South Beach si trasferisce a Nizza, in Francia, dopo la presunta scomparsa di The Gator, per assicurarsi le auto rimanenti sulla loro lista. Tanner entra in contatto con gli agenti dell'Interpol Vauban e Dubois, che insistono per arrestare il cartello mentre sono in possesso delle auto rubate. Tanner rifiuta e Vauban ordina a Dubois di sorvegliare il cartello. Nel frattempo, Tanner si concentra sull'acquisizione delle auto per Calita mentre respinge gli attacchi di un sindacato rivale, portando infine a uno scontro in cui elimina il capo della banda. Dopo aver scoperto che Dubois è stato catturato dal cartello durante la sua indagine, Tanner si precipita a salvarlo prima che venga giustiziato. Dopo il tentativo di salvataggio, Tanner e Dubois irrompono in una rimessa per barche del cartello per scoprire il luogo dell'affare, che avrà luogo a Istanbul, Turchia.
Poco dopo, i due vengono catturati dal cartello e incontrano il loro datore di lavoro, Charles Jericho. Dopo aver rivelato l'identità di Tanner, Jericho usa la sua pistola per uccidere Dubois, con l'intenzione di incastrarlo per il crimine. Tanner riesce a fuggire e contatta Vauban su dove vengono spedite le auto, ma rilascia piccoli dettagli sulla morte di Dubois. Si recano a Istanbul, dove Tanner segue Jericho per un incontro con Bagman, un intermediario che organizza la vendita delle auto ai criminali russi. Sentendo che The Gator è sopravvissuto al suo assassinio, Tanner chiede a Jones di prenderlo prima che venga ucciso dalla gente di Jericho e The Gator offre informazioni sull'accordo in cambio della sua sicurezza.
Dopo essersi riunito con Jones, Tanner viene accusato di omicidio da Vauban, dopo aver ricevuto la notizia della morte di Dubois. Nonostante la minaccia degli Affari Interni, Tanner e Jones diventano canaglie per continuare a indagare e si concentrano sul rintracciare Lomaz. In cambio di protezione, Lomaz rivela che Calita e Bagman si incontreranno presto per scambiare denaro con le auto rubate. Tanner e Jones monitorano l'incontro finché Calita non lo annulla. Mentre Jones tenta di inseguire Bagman, viene teso un'imboscata e costretto a ritirarsi; nel frattempo, Tanner insegue Calita e la cattura. Dopo averla portata a Vauban per riconquistare la sua fiducia, Tanner convince Calita che Jericho è troppo pericoloso per fidarsi. Calita rivela che le auto sono già state spedite in Russia e che Gerico non lascerà la città finché non sarà pagato.
Con l'assistenza della polizia di Istanbul, Tanner, Jones e Vauban individuano il luogo concordato dello scambio tra Jericho e Bagman. Quando l'incontro ha luogo, Jericho uccide Bagman per avergli fornito solo la metà del denaro concordato e inganna la polizia usando Bad Hand come esca, portandolo infine alla morte. Dopo aver appreso che Jericho probabilmente partirà in treno, Tanner lo interrompe, costringendolo a sbarcare e fuggire per le strade. Quando Jericho viene messo alle strette in un vicolo, Tanner lo ferisce gravemente, ma alla fine decide di farlo arrestare, solo per Jericho che lo uccide quando gli volta le spalle. Entrambi gli uomini vengono portati in ospedale in condizioni critiche, lasciando incerto il loro destino.

## Modalità di gioco
Driver 3 si concentra su un misto di gameplay open world condotto attraverso una prospettiva in terza persona, con la possibilità di cambiare angolazioni della telecamera in qualsiasi momento. Il gioco consiste principalmente in modalità di gioco per giocatore singolo: "Undercover", la modalità storia del gioco; "Take A Ride", la modalità free-roam del gioco, che consente ai giocatori di esplorare una delle tre città al proprio ritmo; e "Giochi di guida", una modalità sfida composta da tre tipi di giochi basati su auto che i giocatori possono provare, come inseguire un criminale in fuga. Come con le puntate precedenti, il gameplay si concentra principalmente sulla guida in una delle tre impostazioni, consistenti in ricreazioni parziali ma fedeli di città reali, utilizzando una varietà di veicoli basati su modelli reali, che vanno da berline e auto sportive, a furgoni, camion. I veicoli possono essere danneggiati nel tempo, anche se i giocatori possono lasciare liberamente il proprio veicolo e passare a un altro all'interno dell'attuale ambiente di gioco in cui si trovano in qualsiasi momento; l'eccezione sono i veicoli che sono fondamentali per la modalità storia del gioco, poiché perderli costituisce un fallimento automatico. Un sistema di notorietà tiene traccia delle azioni del giocatore: qualsiasi azione illegale alzerà questo livello, con la polizia che insegue il giocatore se individuata da qualcuno e la risposta per fermarlo cambia a seconda del livello di notorietà che hanno.
Driver 3 introduce nuove meccaniche di gioco a quelle esistenti, tra cui moto e motoscafi, nuoto, barra della salute e combattimento con armi da fuoco. Oltre ad essere arrestati dalla polizia o a fallire obiettivi nella modalità storia, i giocatori possono anche fallire se finiscono la salute senza trovare kit di pronto soccorso per recuperarla. Il combattimento si concentra sull'uso di pistole, basate su modelli reali e caratterizzate da un misto di pistole, fucili a pompa, fucili d'assalto e mitragliatrici e lanciagranate, per abbattere i nemici; tutte le armi hanno un limite alle munizioni ad eccezione dell'arma personale del personaggio principale, ma se ne possono trovare di più affrontando i nemici o nell'ambiente di gioco in cui si gioca durante Take A Ride.
Nella modalità Sotto copertura, i giocatori conducono una serie di missioni in cui devono completare obiettivi, occupandosi di compiti come fuggire dagli inseguitori, raggiungere luoghi e abbattere i colpevoli. A volte, il giocatore deve completare gli obiettivi entro una condizione specifica, come un limite di tempo, con il fallimento che costringe il giocatore a ricominciare la missione. In Take A Ride, i giocatori possono esplorare liberamente Miami, Nizza o Istanbul, alla ricerca di segreti, che consistono in auto speciali e un gruppo di NPC ostili basati sul personaggio di Tommy Vercetti di Grand Theft Auto: Vice City. Se il giocatore completa una missione della storia o lascia Take A Ride, può scegliere liberamente di modificare un replay del proprio gioco con diverse angolazioni della telecamera ed effetti cinematografici (ad es. rallentatore). La quantità di filmati che possono modificare è predeterminata e di dimensioni limitate.

## Personaggi

### John Tanner
Tanner è il protagonista del gioco, agente della FBI, si troverà faccia a faccia con un fantasma del passato, Jericho, con cui aveva avuto uno screzio a Rio de Janeiro. Al termine dell'ultima missione del gioco ("Insegui Il Treno"), Jericho gli spara alle spalle. Tuttavia sopravvive e torna come personaggio giocabile in Driver: San Francisco. È doppiato da Marco Balbi.

### Tobias Jones
Compagno di Tanner, è un agente segreto del dipartimento di polizia di Chicago. Sarà fondamentale ad Istanbul per arrivare a Jericho. È un tipo riservato, ma non per questo meno in gamba. Ritorna com protagonista secondario in Driver: San Francisco. È doppiato da Riccardo Rovatti.

### Charles Jericho
Personaggio secondario in Driver 2, viene ricordato per la scena finale, in cui Tanner lo abbandona dopo aver colpito l'elicottero di Pink Lenny.
Tornerà per trovare Tanner, e lo farà a Nizza, smascherando la sua copertura. Si metterà in società con i South Beach di Calita per riuscire a spedire delle auto rubate in Russia. Quando Bagman gli consegna i soldi per la vendita, Jericho si accorge che ne mancano la metà e lo uccide. Viene ferito da Tanner nell'ultima missione del gioco; quest'ultimo tuttavia si rifiuterà di ucciderlo, permettendo a Jericho di sparargli alle spalle. Torna come antagonista principale in Driver: San Francisco. È doppiato da Stefano Albertini.

### Calita
Calita è il capo dei South Beach, nota banda di ladri d'auto di Miami. Famosa per la sua crudeltà, fece esplodere un intero edificio con dentro dei suoi uomini, dopo avergli detto che avevano 40 secondi per scappare. Viene catturata da Tanner a Istanbul durante la missione "Inseguimento". Inizialmente, si rifiuterà di parlare, ma dopo essersi resa conto che Jericho potrebbe ucciderla a causa del fallimento, comunicherà ai poliziotti che le auto sono già arrivate in Russia. È doppiata da Federica Fontana.

### Henry Vouban
Vouban è un membro dell'Interpol e conoscerà Tanner a Nizza. Credendo che fosse lui il colpevole della morte del collega Dubois, gli ordina di lasciare il caso, ma poi i due torneranno a lavorare insieme. È doppiato da Stefano Albertini

### Didier Dubois
È il collega di Vouban, la media delle persone a cui spara è in salita. Ma non potrà più aumentarla, dopo la visita alla rimessa delle barche. Muore a Nizza nella missione "La Preda", ucciso da Calita e Jericho. È doppiato da Luca Bottale.

### Lomaz
"Adesso, dovremo occuparci di Gator...hai mai sentito parlare di lui?"
Esperto in armi, è uno dei membri principali dei South Beach e Tanner lavorerà per lui. Verrà scoperto il suo nascondiglio grazie ad un trafficante d'armi e quindi arrestato. È stato l'unico a uscire dall'Hotel in cui Calita aveva piazzato la bomba per liberarsi dei suoi uomini. È doppiato da Luca Bottale.

### Bagman
Trafficante d'auto per i russi, mette sempre le sue vittime in grossi sacchi neri. Verrà ucciso da Jericho poiché, per la consegna delle auto, aveva consegnato solo la metà dei soldi. È doppiato da Luca Sandri.

### Gator
Boss di Dodge Island, lavorava con Calita, ma per uno sgarro ha perso il suo Yacht. Per vendicarsi, commissionò ai suoi uomini l'uccisione dell'autista dei South Beach, Tanner. Ma una volta scoperto tutto, dopo un inseguimento, viene ucciso da Tanner stesso. È doppiato da Luca Sandri.

## Colonna sonora
1. Jonathan Bates - C'mon and Try - 3:30
2. Alex Greenwald	- Big Brat - 3:20
3. Iggy Pop / James Williamson - Gimme Danger - 3:38
4. Sune Rose Wagner - Bowels of the Beast - 3:20
5. Slo-Mo - Boy from the City - 4:24
6. Syntax - Destiny - 6:15
7. David Okuniev - Ripe for the Devil - 5:22
8. Teddybears STHLM - Move Over - 4:00
9. Narco - The 2nd Evolution/Stand Off - 4:43
10. Narco - Evil Brother - 2:44
11. Los Halos - Black Thread - 3:10
12. Stateless - Exit - 3:48
13. Tony Fate - Zero PM - 3:42
14. Hope of the States - Static in the Cities - 11.01

## Sviluppo
Il gioco aveva un budget di sviluppo di 17 milioni di dollari e un budget di marketing di 17 milioni di dollari. Il gioco era in sviluppo da circa tre anni e mezzo. Particolare attenzione è stata prestata nel rendering delle città di Miami, Nizza e Istanbul. La musica del gioco è stata composta da Marc Canham, Rich Aitken e Narco.
Atari ha anche girato un breve video promozionale su Driver 3 chiamato Run the Gauntlet .

## Accoglienza
Driver 3 ha ricevuto recensioni "miste o medie" su tutte le piattaforme tranne la versione PC, che ha ricevuto "recensioni generalmente sfavorevoli", secondo l'aggregatore di recensioni di videogiochi Metacritic.
The Times ha dato tutte e cinque le stelle, dicendo: "La grafica è divina, con vaste aree urbane e incidenti spettacolari. Le auto si guidano bene e ogni veicolo ha le sue caratteristiche. Eppure questo non è un gioco di guida facile - uno dei motivi per cui, argomento a parte, ha un punteggio di 16+". Playboy ha dato un 88% e ha dichiarato: "La tua indagine avvia inseguimenti spericolati in auto attraverso più di 150 miglia di autostrade e strade cittadine in ricostruzioni dettagliate di Miami, Nizza e Istanbul. Sbatti in uno qualsiasi dei 30.000 edifici e la tua auto crolla realisticamente". Tuttavia, The Cincinnati Enquirer gli ha dato tre stelle su cinque e ha definito i suoi controlli e l'animazione "non responsivi e rigidi".

### "DRIV3Rgate"
Mentre Driver 3 ha ricevuto recensioni per lo più contrastanti, due punti vendita gestiti da Future plc, PSM2 e Xbox World, hanno assegnato al gioco un punteggio di 9/10. Questa disparità ha portato alcuni giocatori e giornalisti ad affermare che l'accesso anticipato che Atari ha dato a Future era subordinato alla ricezione di valutazioni favorevoli, ma Atari e Future hanno negato qualsiasi illecito. L'incidente è stato soprannominato "Driv3rgate".
Dopo che sono sorte le accuse di correzione delle recensioni, i forum di GamesRadar (gestiti anche da Future) sono stati pieni di post critici, molti dei quali sono stati eliminati dai moderatori. Sebbene si dicesse che i commenti fossero stati rimossi perché diffamatori, alcuni utenti sospettavano un insabbiamento. Alcuni commenti a difesa di Driver 3 e Future sono stati riportati dai moderatori del forum a Babel Media, una società di marketing che utilizzava l'astroturfing. Gli utenti hanno ammesso di aver lavorato per Babel, ma hanno affermato che pubblicavano per proprio conto, non per Babel. Il thread è stato infine eliminato nella sua interezza.

### Vendite
La versione PlayStation 2 di Driver 3 ha ricevuto una certificazione "Platinum" dalla Entertainment and Leisure Software Publishers Association (ELSPA), indicando vendite di almeno 300 000 copie nel Regno Unito. Il gioco ha venduto più di 3 milioni di copie entro dicembre 2004.